# Mohamed Al-Aswad
Mohamed Al-Aswad (sinh ngày 6 tháng 6 năm 1976) là một vận động viên điền kinh người UAE. Anh đã thi đấu trong nội dung chạy 200 mét nam tại Thế vận hội Mùa hè 1996.